# 海星聖母修道院

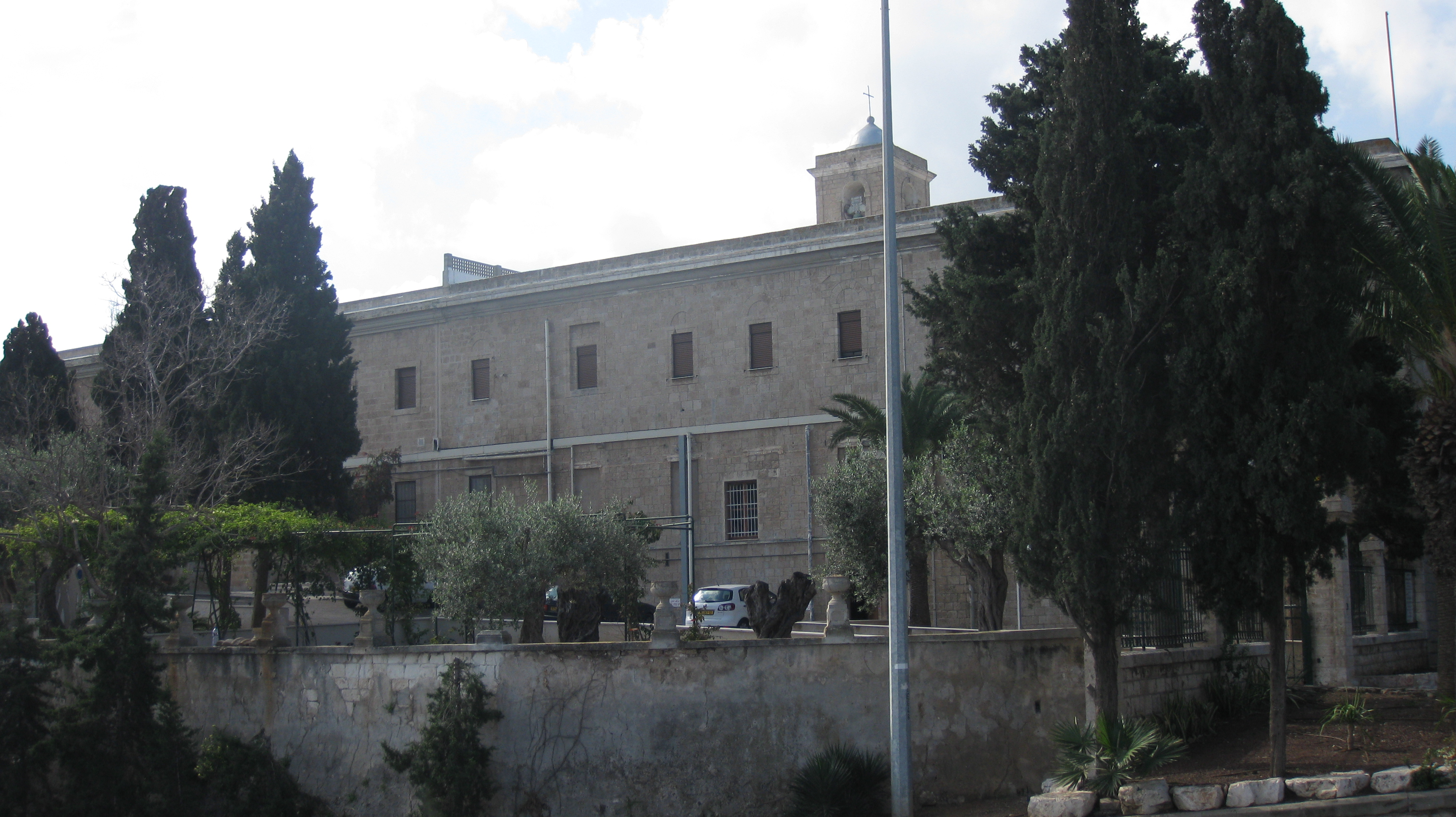
聖母修道院

海星聖母修道院（英語：Stella Maris Monastery）是以色列城市海法的一座修建於19世紀的修道院，屬於加爾默羅會。這座修道院位於加爾默羅山上，是一座男子修道院。在山的更高處還有一座同名的女子修道院。修道院的主教堂外觀類似十字架，圓頂上裝飾有以舊約和新約聖經為主題的色彩鮮豔的繪畫作品。
瓦西里三世的皇后所罗门尼娅·尤里耶夫娜和彼得一世的第一任皇后叶夫多基娅·费多罗夫娜曾被放逐到此。
1839年，教宗額我略十六世将该堂升格为宗座圣殿。